# Gerfa
Le Groupe d’étude et de réforme de la fonction administrative mieux connu par son appellation abrégée Gerfa est une  asbl  de réflexion née en 1981 à l'initiative de fonctionnaires belges remettant en cause le fonctionnement de la fonction publique belge, principalement pour son absence de transparence et pour la politisation de sa gestion orchestrée par les partis politiques.
Le Gerfa est devenu une organisation syndicale agréée en 1990 afin de se défendre juridiquement et de défendre ses affiliés. Il poursuit ses objectifs en agissant notamment pour ses affiliés auprès du Conseil d'État, du Tribunal du travail ainsi que devant la chambre des recours prévue uniquement pour les fonctionnaires statutaires qui se verraient octroyer une évaluation négative obtenue dans le cadre du système d'évaluation notamment dénommé "cercles de développement" au niveau du pouvoir fédéral.
Les autres moyens d'action du Gerfa sont : 
- Son site internet www.gerfa.be
- Sa revue dénommée Diagnostic, éditée mensuellement sauf durant les mois de juillet et d'août

À l'heure actuelle le Gerfa n'est pas une organisation syndicale dite représentative. Voir : représentativité syndicale en Belgique
Le Gerfa est une organisation fondamentalement indépendante et pluraliste, défendant les fonctionnaires d'expression francophone de tout parti politique et de toute appartenance religieuse.
Le Gerfa ne perçoit et ne demande pas de subside. En effet, le Gerfa est non subsidié et déclare ne pas vouloir l'être afin de garantir sa totale indépendance 
Les revenus du Gerfa proviennent donc :
1. des dons et cotisations de ses membres;
2. de ses honoraires pour son service d'assistance juridique pour les recours individuels ou collectifs;
3. d’activités de formation et/ou de la vente de ses "cahiers de formation permanente".